# Lambeth
Lambeth (IPA: [ˈlæmbəθ]) è un quartiere del borgo londinese omonimo di 23 937 abitanti, nella zona centrale di Londra. Si trova a 1,6 km a sud-est di Charing Cross.

## Storia

### Toponimo
Il toponimo del quartiere fu registrato per la prima volta nel 1062 come Lambehitha, che significa "luogo di approdo per agnelli", e successivamente, nel 1255, come Lambeth. Il nome si riferisce ad un porto per gli agnelli spediti verso l'estero o in arrivo per l'Inghilterra. Il toponimo è formato dai due termini in inglese arcaico "lamb" e "hythe".
Il toponimo South Lambeth venne registrato come Sutlamehethe nel 1241 mentre North Lambeth nel 1319 come North Lamhuth.
L'area paludosa della zona, conosciuta come Lambeth Marshe, venne prosciugata nel XVIII secolo, e, ad oggi, è ricordato nel nome della via, Lower Marsh.
A seguito dell'apertura della stazione ferroviaria di Waterloo, nel 1848, la località intorno alla stazione e Lower Marsh divenne nota come "Waterloo".

### Amministrazione locale
La maggior parte dell'attuale borgo di Lambeth faceva parte della antica parrocchia di Lambeth St. Mary, nella centena di Brixton della contea del Surrey. Questa parrocchia si estendeva da nord a sud per un paio di miglia ed era bagnata dal Tamigi a ovest: la parte settentrionale si trovava di fronte alle città di Londra e di Westminster, mentre a sud si estendeva fino agli attuali quartieri di Brixton, West Dulwich e West Norwood, raggiungendo quasi Crystal Palace.
Lambeth divenne parte del distretto di polizia metropolitana nel 1829. La parrocchia di Lambeth St. Mary ha continuato a esistere a seguito dell'introduzione del Poor Law Amendment Act del 1834, mentre dopo l'introduzione del Metropolitan Board of Works, nel 1855, è divenuta una singola parrocchia governata da una sacrestia.
Nel 1889, divenne parte della contea di Londra e sia la parrocchia sia la sacrestia sono stati riformati nel 1900 per diventare il borgo metropolitano di Lambeth, governato dal Lambeth Borough Council.
Nella riforma del governo locale del 1965 le aree di Streatham e Clapham, che erano state parte del borgo metropolitano di Wandsworth sono stati aggregati a Lambeth per formare il borgo londinese di Lambeth.

### Sviluppo urbano
Il palazzo di Lambeth è localizzato di fronte al Palazzo di Westminster, sulla riva opposta del Tamigi; i due palazzi erano collegati da un traghetto attraverso il Tamigi.
Fino alla metà del XVIII secolo la parte settentrionale di Lambeth era un terreno paludoso, attraversata da una serie di strade sollevate contro le inondazioni. Con l'apertura del ponte di Westminster nel 1750, seguito dal ponte di Blackfriars e di Vauxhall, una serie di importanti arterie sono state sviluppate attraverso Lambeth, come la Westminster Bridge Road, Kennington Road e Camberwell New Road.

## Cultura
Nel poema Milton: una poesia di William Blake si narra che il poeta John Milton abbia lasciato il Paradiso, sotto forma di una cometa caduta, per recarsi a Lambeth ed entrare in contatto con Blake. Questo permette Blake di trattare il mondo ordinario, come percepito dai cinque sensi come un sandalo formata da "pietre preziose e oro", che ora può indossare. Blake lega il sandalo e, guidati da Los, cammina con esso nella Città d'Arte, ispirato dallo spirito di creatività poetica. La poesia è stata scritta tra il 1804 e il 1810.
Lambeth Walk, il nome di una via del quartiere, divenuto il titolo di una danza e canzone popolare negli anni 1930, del musicale Me and My Girl.
Nel quartiere si trova il Cinema Museum.